# Mistrovství světa ve volejbale mužů 1986
11. mistrovství světa  ve volejbale mužů proběhlo v dnech 25. září – 5. října ve Francii.
Turnaje se zúčastnilo 16 mužstev, rozdělených do čtyř čtyřčlenných skupin, z nichž první tři týmy postoupily do dvou čtvrtfinálových skupin. Družstva, která skončila ve čtvrtfinále na prvním a druhém místě postoupila do semifinále. Družstva na třetím a čtvrtém místě hrála o 5. – 8. místo a družstva na pátém a šestém místě hrály o 9. – 12. místo. Týmy, které skončily v základní skupině na čtvrtém místě, hrály o 13. – 16. místo. Mistrem světa se stalo družstvo USA.

## Výsledky a tabulky

### Skupina A
|    |           | FRA | ITA | CHN | VEN | V | P | Skóre | B |
| 1. | Francie   | *** | 3:0 | 3:0 | 3:0 | 3 | 0 | 9:0   | 6 |
| 2. | Itálie    | 0:3 | *** | 3:0 | 3:0 | 2 | 1 | 6:3   | 5 |
| 3. | Čína      | 0:3 | 0:3 | *** | 3:0 | 1 | 2 | 3:6   | 4 |
| 4. | Venezuela | 0:3 | 0:3 | 0:3 | *** | 0 | 3 | 0:9   | 3 |

 Francie -  Venezuela 3:0 (15:2, 15:4, 15:3)
25. září 1986 - Montpellier
 Itálie -  Čína 3:0 (15:1, 15:10, 15:10)
25. září 1986 - Montpellier
 Itálie -  Venezuela 3:0 (15:10, 15:2, 15:10)
26. září 1986 - Montpellier
 Francie -  Čína 3:0 (15:6, 15:6, 15:5)
26. září 1986 - Montpellier
 Čína -  Venezuela 3:0 (15:4, 15:12, 15:7)
27. září 1986 - Montpellier
 Francie -  Itálie 3:0 (16:14, 15:7, 15:7)
27. září 1986 - Montpellier

### Skupina B
|    |           | URS | CUB | POL | TAI | V | P | Skóre | B |
| 1. | SSSR      | *** | 3:1 | 3:0 | 3:0 | 3 | 0 | 9:1   | 6 |
| 2. | Kuba      | 1:3 | *** | 3:1 | 3:0 | 2 | 1 | 7:4   | 5 |
| 3. | Polsko    | 0:3 | 1:3 | *** | 3:0 | 1 | 2 | 4:6   | 4 |
| 4. | Tchaj-wan | 0:3 | 0:3 | 0:3 | *** | 0 | 3 | 0:9   | 3 |

 SSSR -  Tchaj-wan 3:0 (15:2, 15:4, 15:6) 
25. září 1986 - Turcoing
 Kuba -  Polsko 3:1 (15:5,17:15, 11:15, 15:4)
25. září 1986 - Turcoing
 Kuba -  Tchaj-wan 3:0 (15:7, 15:2, 15:9) 
26. září 1986 - Turcoing
 SSSR -  Polsko 3:0 (15:7, 15:2, 15:4) 
26. září 1986 - Turcoing
 Polsko -  Tchaj-wan 3:0 (15:11, 15:4, 15:11) 
27. září 1986 - Turcoing
 SSSR -  Kuba 3:1 (15:7, 15:12, 9:15, 15:9)
27. září 1986 - Turcoing

### Skupina C
|    |           | BRA | BUL | TCH | EGY | V | P | Skóre | B |
| 1. | Brazílie  | *** | 3:1 | 3:0 | 3:0 | 3 | 0 | 9:1   | 6 |
| 2. | Bulharsko | 1:3 | *** | 3:0 | 3:0 | 2 | 1 | 7:3   | 5 |
| 3. | ČSSR      | 0:3 | 0:3 | *** | 3:0 | 1 | 2 | 3:6   | 4 |
| 4. | Egypt     | 0:3 | 0:3 | 0:3 | *** | 0 | 3 | 0:9   | 3 |

 Brazílie -  Egypt 3:0 (15:6 15:8 15:3)
25. září 1986 - Clermont Ferrand
 Bulharsko -  Československo 3:0 (15:12 17:15 15:11)
25. září 1986 - Clermont Ferrand
 Československo -  Egypt 3:0 (15:5 15:10 15:7)
26. září 1986 - Clermont Ferrand
 Brazílie -  Bulharsko 3:1 (16:14 11:15 15:6 15:4)
25. září 1986 - Clermont Ferrand
 Bulharsko -  Egypt 3:0 (15:5 15:11 15:7) 
27. září 1986 - Clermont Ferrand
 Brazílie -  Československo 3:0 (15:12 16:14 15:5)
27. září 1986 - Clermont Ferrand

### Skupina D
|    |           | USA | ARG | JPN | GRE | V | P | Skóre | B |
| 1. | USA       | *** | 3:0 | 3:1 | 3:0 | 3 | 0 | 9:1   | 6 |
| 2. | Argentina | 0:3 | *** | 3:0 | 3:0 | 2 | 1 | 6:3   | 5 |
| 3. | Japonsko  | 1:3 | 0:3 | *** | 3:0 | 1 | 2 | 4:6   | 4 |
| 4. | Řecko     | 0:3 | 0:3 | 0:3 | *** | 0 | 3 | 0:9   | 3 |

 Argentina -  Řecko 3:0 (15:6, 15:3, 15:6) 
25. září 1986 - Orléans 
 USA -  Japonsko 3:1 (9:15, 15:8, 17:15, 15:6)
25. září 1986 - Orléans 
 Argentina -  Japonsko 3:0 (15:8, 15:13, 15:4) 
26. září 1986 - Orléans 
 USA -  Řecko 3:0 (15:6, 15:7, 15:4)
26. září 1986 - Orléans 
 Japonsko -  Řecko 3:0 (15:8, 15:3, 15:6) 
26. září 1986 - Orléans 
 USA -  Argentina 3:0 (15:10, 15:7, 15:10)
26. září 1986 - Orléans 

### Čtvrtfinále

#### Skupina A
|    |           | BRA  | BUL  | FRA  | TCH  | ITA  | CHN  | V | P | Skóre | B  |
| 1. | Brazílie  | ***  | 3:1* | 3:1  | 3:0* | 3:0  | 3:1  | 5 | 0 | 15:3  | 10 |
| 2. | Bulharsko | 1:3* | ***  | 3:1  | 3:0* | 3:0  | 3:0  | 4 | 1 | 13:4  | 9  |
| 3. | Francie   | 1:3  | 1:3  | ***  | 3:0* | 3:0  | 3:0* | 3 | 2 | 11:6  | 8  |
| 4. | ČSSR      | 0:3* | 0:3* | 0:3  | ***  | 3:0  | 3:0  | 2 | 3 | 6:9   | 7  |
| 5. | Itálie    | 0:3  | 0:3  | 0:3* | 0:3  | ***  | 3:0* | 1 | 4 | 3:12  | 6  |
| 6. | Čína      | 1:3  | 0:3  | 0:3* | 0:3  | 0:3* | ***  | 0 | 5 | 1:15  | 5  |

- s hvězdičkou = zápas ze základní skupiny.

 Brazílie -  Čína 3:1 (12:15, 15:6, 15:7, 15:4)
29. září 1986 - Toulouse
 Bulharsko -  Itálie 3:0 (15:4, 15:10, 15:12) 
29. září 1986 - Toulouse
 Francie -  Československo 3:0 (15:10, 15:13, 15:6)
29. září 1986 - Toulouse
 Československo -  Čína 3:0 (15:9, 15:10, 17:15) 
30. září 1986 - Toulouse
 Brazílie -  Itálie 3:0 (15:6, 15:13, 15:10) 
30. září 1986 - Toulouse
 Bulharsko -  Francie 3:1 (15:9, 11:15, 15:12, 15:9)
30. září 1986 - Toulouse
 Československo -  Itálie 3:0 (15:8, 15:8, 15:4) 
1. října 1986 - Toulouse
 Bulharsko -  Čína 3:0 (15:8, 15:3, 15:11) 
1. října 1986 - Toulouse
 Brazílie -  Francie 3:1 (15:13, 6:15, 20:18, 15:6)
1. října 1986 - Toulouse

#### Skupina B
|    |           | URS  | USA  | CUB  | ARG  | POL  | JPN  | V | P | Skóre | B  |
| 1. | SSSR      | ***  | 3:1  | 3:1* | 3:0  | 3:0* | 3:0  | 5 | 0 | 15:2  | 10 |
| 2. | USA       | 1:3  | ***  | 3:1  | 3:0* | 3:0  | 3:1* | 4 | 1 | 13:5  | 9  |
| 3. | Kuba      | 1:3* | 1:3  | ***  | 3:2  | 3:1* | 3:1  | 3 | 2 | 11:10 | 8  |
| 4. | Argentina | 0:3  | 0:3* | 2:3  | ***  | 3:2  | 3:0* | 2 | 3 | 8:11  | 7  |
| 5. | Polsko    | 0:3* | 0:3  | 1:3* | 2:3  | ***  | 3:0  | 1 | 4 | 6:12  | 6  |
| 6. | Japonsko  | 0:3  | 1:3* | 1:3  | 0:3* | 0:3  | ***  | 0 | 5 | 2:15  | 5  |

- s hvězdičkou = zápas ze základní skupiny.

 SSSR -  Japonsko 3:0 (16:14, 15:5, 15:10) 
29. září 1986 - Nantes
 USA -  Polsko 3:0 (15:12, 15:13, 15:11) 
29. září 1986 - Nantes
 Kuba -  Argentina 3:2 (15:17, 15:4, 15:12, 7:15, 15:13)
29. září 1986 - Nantes
 Polsko -  Japonsko 3:0 (15:7, 15:10, 15:2) 
30. září 1986 - Nantes
 USA -  Kuba 3:1 (15:7, 16:18, 15:5, 15:7) 
30. září 1986 - Nantes
 SSSR -  Argentina 3:0 (15:11, 15:10, 15:9) 
30. září 1986 - Nantes
 Argentina -  Polsko 3:2 (15:7, 10:15, 6:15, 15:4, 15:8)
1. října 1986 - Nantes
 Kuba -  Japonsko 3:1 (11:15, 15:12, 15:10, 19:17) 
1. října 1986 - Nantes
 SSSR -  USA 3:1 (15:10, 15:9, 9:15, 15:12)
1. října 1986 - Nantes

### Semifinále
SSSR -  Bulharsko 3:0 (15:8, 15:2, 15:13) 
4. října 1986 - Paříž
 USA -  Brazílie 3:0 (15:5, 15:9, 15:3)
4. října 1986 - Paříž

### Finále
USA -  SSSR 3:1 (12:15, 15:11, 15:8, 15:12) 
5. října 1986 - Paříž

### O 3. místo
Bulharsko -  Brazílie 3:0 (16:14, 15:5, 15:8) 
5. října 1986 - Paříž

### O 5. - 8. místo
Kuba -  Československo 3:1 (17:15, 15:7, 14:16, 15:8) 
4. října 1986 - Paříž
 Francie -  Argentina 3:1 (15:12, 15:10, 10:15, 15:13)
4. října 1986 - Paříž

### O 5. místo
Kuba -  Francie 3:1 (15:10, 6:15, 15:12, 15:12) 
5. října 1986 - Paříž

### O 7. místo
Argentina -  Československo 3:0 (15:11, 15:10, 15:6) 
5. října 1986 - Paříž

### O 9. - 12. místo
Polsko - Čína 3:0 (15:11, 15:10, 15:3) 
4. října 1986 - Paříž
 Japonsko -  Itálie 3:2 (13:15, 11:15, 15:11, 15:9, 15:10)
4. října 1986 - Paříž

### O 9. místo
Polsko -  Japonsko 3:0 (15:11, 15:12, 15:8) 
5. října 1986 - Paříž

### O 11. místo
Itálie -  Čína 3:0 (15:7, 15:8, 15:13) 
5. října 1986 - Paříž

### O 13. - 16. místo
|    |           | GRE | EGY | TAI | VEN | V | P | Skóre | B |
| 1. | Řecko     | *** | 3:2 | 3:0 | 3:0 | 3 | 0 | 9:2   | 6 |
| 2. | Egypt     | 2:3 | *** | 3:1 | 2:3 | 1 | 2 | 7:7   | 4 |
| 3. | Tchaj-wan | 0:3 | 1:3 | *** | 3:1 | 1 | 2 | 4:7   | 4 |
| 4. | Venezuela | 0:3 | 3:2 | 1:3 | *** | 1 | 2 | 4:8   | 4 |

 Řecko -  Tchaj-wan 3:0 (15:10, 15:11, 15:12) 
29. září 1986 - Evreux
 Venezuela -  Egypt 3:2 (15:11, 6:15, 15:11, 17:19, 15:7)
29. září 1986 - Evreux
 Tchaj-wan -  Venezuela 3:1 (15:5, 12:15, 15:10, 15:3) 
30. září 1986 - Evreux
 Řecko -  Egypt 3:2 (11:15, 15:8, 12:15, 15:13, 15:12)
30. září 1986 - Evreux
 Egypt -  Tchaj-wan 3:1 (9:15, 17:15, 15:6, 15:2) 
1. října 1986 - Evreux
 Řecko -  Venezuela 3:0 (15:3, 15:8, 16:14)
1. října 1986 - Evreux

## Soupisky
1.  USA
| - Dusty Dvorak - David Saunders - Steven Salmons - Robert Ctvrtlik | - Doug Partie - Stephen Timmons - Craig Buck - Jeffery Stork | - Eric Sato - Patrick Powers - Karch Kiraly |

- Trenér: Marvin Dunphy

2.  SSSR
| - Vjačeslav Zajcev - Alexandr Savin - Jurij Pančenko - Pavel Selivanov | - Vladimir Škurichin - Valerij Losev - Alexandr Sorokolet - Alexandr Bělevič | - Jaroslav Antonov - Rajmond Vilde - Jurij Sapega - Igor Runov |

- Trenér: Gennadij Paršin

3.  Bulharsko
| - Petko Petkov - Borislav Kesev - Plamen Christov - Pete Draghi | - Dimitar Tonev - Asen Galabinov - Cvetan Floro - Dimitar Božilov | - Lubomír Ganev - Ivan Lazarov - Nikolaj Dimitrov - Ilian Kazijski |

- Trenér: Bogdan Kjučukov

8.  Československo
| - M. Černoušek - Krejčí - Rybníček - Barborka | - Rajský - Kaláb - Novotný - H. Jamka | - Šomek - Mikyska - Chrtianský - Šmíd |

- Trenér: K. Láznička a M. Nekola.

## Konečné pořadí
| 11.              | Mistrovství světa 1986 | Z | V | P | Skóre | B  |
| ---------------- | ---------------------- | - | - | - | ----- | -- |
| Zlatá medaile    | USA                    | 8 | 7 | 1 | 22:6  | 15 |
| Stříbrná medaile | Sovětský svaz          | 8 | 7 | 1 | 22:5  | 15 |
| Bronzová medaile | Bulharsko              | 8 | 6 | 2 | 19:7  | 14 |
| 4.               | Brazílie               | 8 | 6 | 2 | 18:9  | 14 |
| 5.               | Kuba                   | 8 | 6 | 2 | 20:12 | 14 |
| 6.               | Francie                | 8 | 5 | 3 | 18:10 | 13 |
| 7.               | Argentina              | 8 | 4 | 4 | 15:14 | 12 |
| 8.               | ČSSR                   | 8 | 3 | 5 | 10:15 | 11 |
| 9.               | Polsko                 | 8 | 4 | 4 | 15:12 | 12 |
| 10.              | Japonsko               | 8 | 2 | 6 | 8:20  | 10 |
| 11.              | Itálie                 | 8 | 3 | 5 | 11:15 | 11 |
| 12.              | Čína                   | 8 | 1 | 7 | 4:21  | 9  |
| 13.              | Řecko                  | 6 | 3 | 3 | 9:11  | 9  |
| 14.              | Egypt                  | 6 | 1 | 5 | 7:16  | 7  |
| 15.              | Tchaj-wan              | 6 | 1 | 5 | 4:16  | 7  |
| 16.              | Venezuela              | 6 | 1 | 5 | 4:17  | 7  |